# Eucereon pica
Eucereon pica là một loài bướm đêm thuộc phân họ Arctiinae, họ Erebidae.